# Family Circle Cup 1980
Family Circle Cup 1980 — жіночий тенісний турнір, що проходив на відкритих кортах з ґрунтовим покриттям Sea Pines Plantation у Гілтон-Гед-Айленді (США). Належав до турнірів категорії AAA в рамках Colgate Series 1980. Турнір відбувся увосьме і тривав з 7 квітня до 13 квітня 1980 року. Перша сіяна й чинна чемпіонка Трейсі Остін здобула титул в одиночному розряді й отримала за це 30 тис. доларів США.

## Фінальна частина

### Одиночний розряд
Трейсі Остін —  Регіна Маршикова 3–6, 6–1, 6–0
- Для Остін це був 6-й титул за сезон і 16-й — за кар'єру.

### Парний розряд
Кеті Джордан /  Енн Сміт —  Кенді Рейнолдс /  Пола Сміт 6–1, 6–1

## Призові гроші й рейтингові очки
| Дисципліна       | Дисципліна      | П       | F       | 3-тє   | 4-те   | ЧФ     | 1/8    | 1/16 | 1/32 |
| Одиночний розряд | Призові гроші   | $30,000 | $15,000 | $7,600 | $7,200 | $3,250 | $1,600 | $800 | $350 |
| Одиночний розряд | Рейтингові очки | 125     | 95      | 70     | 70     | 40     | 25     | 15   | 5    |

## Нотатки
1. ↑  Турніри з призовими для жінок принаймні 125 тис. доларів.[1]